# Belize City

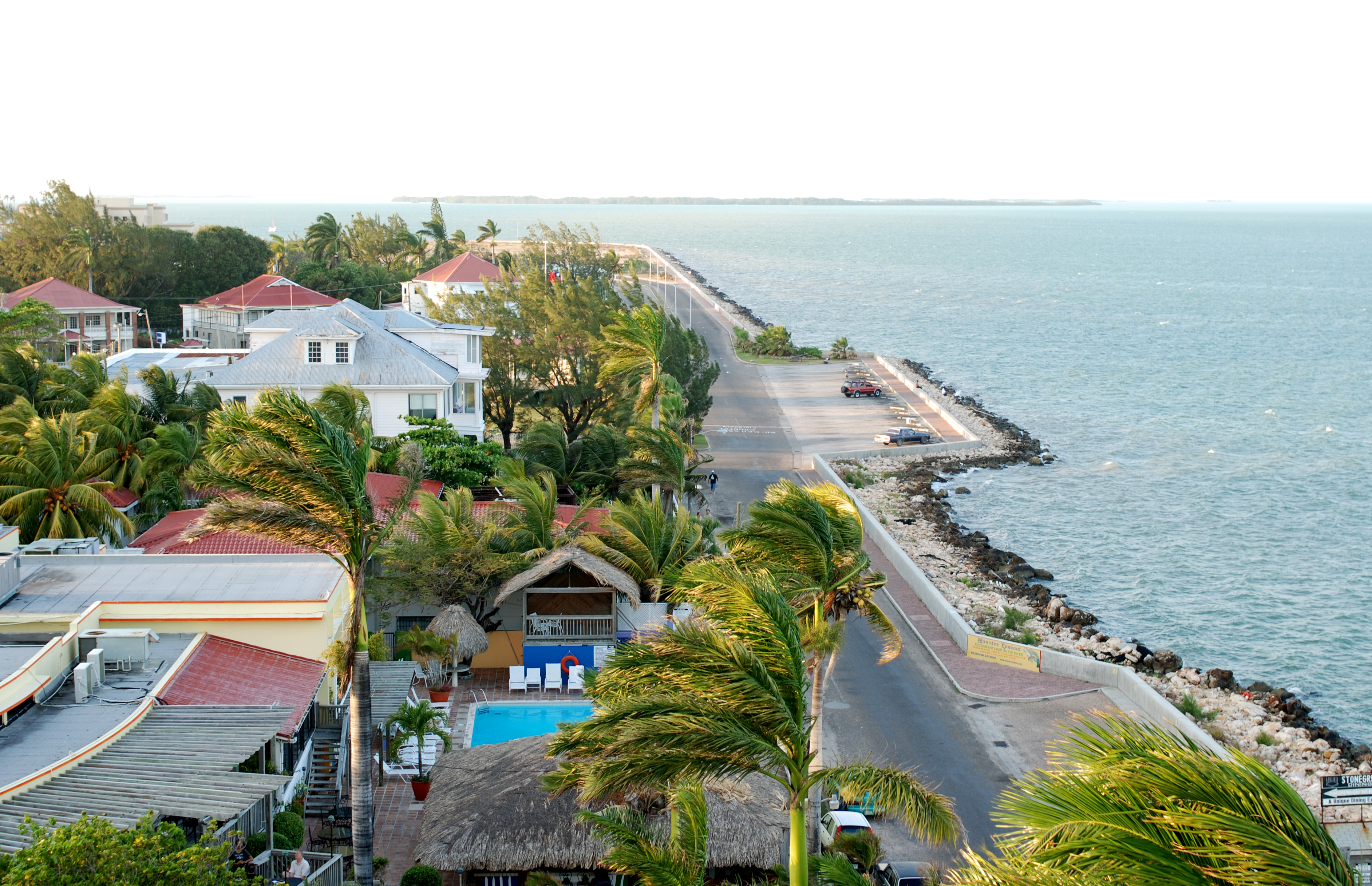
Oraşul Belize City

Belize City este cel mai mare oraș din statul numit Belize. Populația este estimată în jurul la 70 000. Este situat pe țărmul Caraibelor, la vărsarea râului Belize. Totodată, acesta este și portul principal al țării. 
A fost capitala țării, dar după distrugerile provocate de Uraganul Hattie în 1961, capitala a fost mutată la Belmopan.  

## Personalități născute aici
- Lawrence Sydney Nicasio (1956 - 2024), episcop romano-catolic.